# Accordo di Suwałki
L'accordo di Suwałki, il trattato di Suvalkai, o il trattato di Suwalki (in polacco Umowa suwalska; in lituano Suvalkų sutartis) fu un'intesa firmata nella città di Suwałki tra Polonia e Lituania il 7 ottobre 1920. Fu registrata dal Segretariato della Società delle Nazioni il 19 gennaio 1922 (ai sensi dell'art. 18 del Patto costitutivo della S.d.N.). Entrambi i Paesi avevano ristabilito la loro indipendenza dopo la prima guerra mondiale e non avevano confini ben definiti. Tale stato di incertezza ha condotto alla guerra polacco-lituana per le controversie territoriali nella regione di Suwałki e di Vilnius. Alla fine di settembre 1920, le forze polacche sconfissero i sovietici nella battaglia del fiume Niemen, assicurandosi così militarmente la regione di Suwałki e aprendo la possibilità di assaltare Vilnius (Wilno). Il capo di stato polacco Józef Piłsudski aveva pianificato di conquistare la città da metà settembre in un'operazione sotto falsa bandiera nota come ammutinamento di Żeligowski.
Sotto la pressione della Società delle Nazioni, la Polonia accettò di negoziare, sperando di guadagnare tempo e distogliere l'attenzione dall'incombente operazione di Żeligowski. I lituani cercarono di ottenere la massima protezione possibile a livello internazionale per Vilnius. L'accordo diede luogo ad un cessate il fuoco e stabilì una linea di demarcazione che attraversava la controversa regione di Suwałki fino alla stazione ferroviaria di Bastuny. La linea era incompleta e non forniva una protezione adeguata a Vilnius. Sia quest'ultima che la regione circostante non sono state oggetto di discussione dell'accordo.
Poco dopo la firma, le clausole che chiedevano ulteriori negoziazioni e la fine delle azioni militari furono unilateralmente infrante dalla Polonia. Il generale polacco Lucjan Żeligowski, che agiva sotto gli ordini segreti di Piłsudski, finse di disobbedire agli ordini di repressione del comando militare polacco e marciò su Vilnius. La città fu occupata il 9 ottobre. L'accordo di Suwałki doveva entrare in vigore a mezzogiorno il 10 ottobre. Żeligowski istituì la Repubblica della Lituania Centrale che, nonostante le intense proteste della Lituania, fu incorporata alla Seconda Repubblica Polacca nel 1923. La regione di Vilnius rimase sotto amministrazione polacca fino al 1939.

## Contesto storico
All'indomani della prima guerra mondiale sia la Polonia che la Lituania ottennero l'indipendenza, ma i confini nella regione non furono stabiliti. Il problema più controverso riguardò Vilnius (Wilno), capitale storica del Granducato di Lituania con una popolazione, secondo il censimento tedesco del 1916, divisa in modo uniforme tra ebrei e polacchi, di cui solo il 2-3% era etnicamente lituana. Il trattato di Mosca del 1920 firmato tra la Lituania e la RSFS Russa, ridefinì il confine orientale della Lituania. La Russia riconobbe la sovranità dei baltici su ampi territori, comprese le regioni di Vilnius e Suwałki. Nel luglio del medesimo anno, durante la guerra sovietico-polacca, l'Armata Rossa scacciò le forze polacche dai territori contesi, compresa Vilnius.
Nel frattempo, i lituani misero in sicurezza alcune altre aree abbandonate dall'esercito polacco, tra cui la città di Suwałki. Il 6 agosto, la Lituania e la Russia sovietica firmarono un patto relativo al ritiro delle truppe russe dal territorio riconosciuto come lituano. Tuttavia, le fonti testimoniano che i sovietici stessero pianificando un colpo di Stato contro il governo lituano per ristabilire la RSS Lituana. Le truppe sovietiche iniziarono a fare dietrofront solo dopo che l'Armata Rossa subì una pesante sconfitta in Polonia nella battaglia di Varsavia a metà agosto del 1920.
L'esercito polacco proseguì verso est e si incontrò con i lituani nella controversa regione di Suwałki. I negoziati diplomatici si interruppero. I lituani sostenevano di esser lì a difendere i propri confini, mentre la Polonia non riconosceva il trattato bilaterale firmato a Mosca e, conseguentemente, i territori così come ridefiniti dal documento. La Polonia accusò altresì i lituani di collaborare con i sovietici e dunque di violare la dichiarata neutralità nella guerra polacco-sovietica. Nelle ostilità che seguirono, le città di Suwałki, Sejny e Augustów cambiarono frequentemente bandiera. Gli screzi diplomatici, aumentati anche in sede alla Società delle Nazioni, si intensificarono.

## Negoziati

### Pressioni della Società delle Nazioni

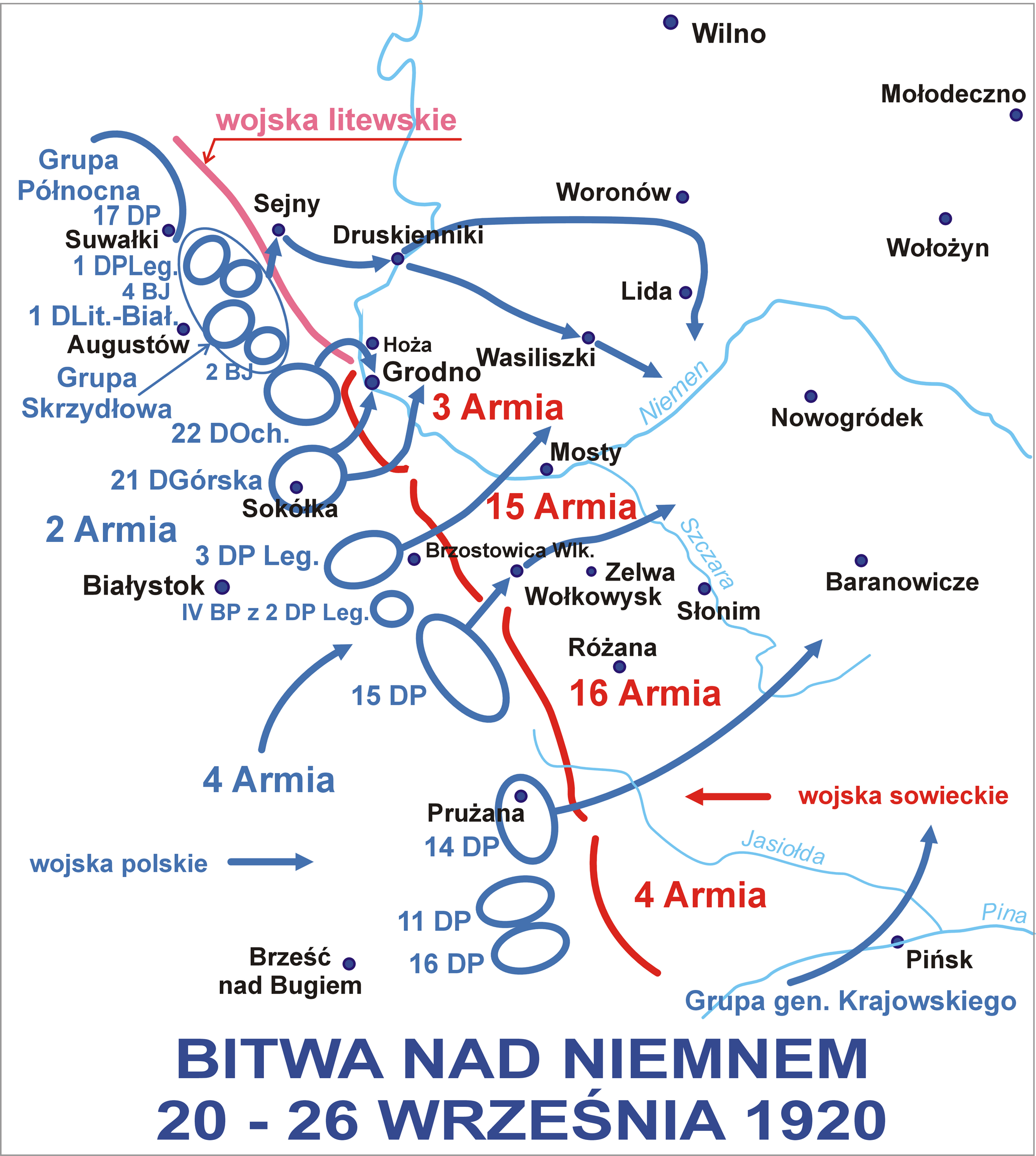
Mappa della battaglia del fiume Niemen: truppe polacche (blu) manovrarono attraverso le linee lituane (rosa) verso la parte posteriore delle forze russe (rosse)

Il 5 settembre 1920, il ministro degli Esteri polacco Eustachy Sapieha consegnò una nota diplomatica alla Società delle Nazioni chiedendole di intervenire nella guerra polacco-lituana. Egli sosteneva che la Lituania consentiva il libero passaggio attraverso il suo territorio delle truppe sovietiche, violando così la sua dichiarata neutralità nella guerra polacco-sovietica. Il giorno successivo la Lituania rispose con una nota diretta alla Polonia in cui il ministro degli Esteri lituano Juozas Purickis propose di negoziare una linea di demarcazione e di risolvere alcune questioni che riguardavano Marijampolė. L'8 settembre, durante una riunione di pianificazione per quella che fu in seguito la battaglia del fiume Niemen, i polacchi decisero di penetrare in territorio lituano per colpire la retroguardia dell'esercito sovietico. Nel tentativo di non far trapelare tale pianificazione, i diplomatici polacchi accettarono la proposta di negoziazione. I negoziati iniziarono il 16 settembre a Kalvarija, ma cessarono dopo sole 48 ore.
La Società delle Nazioni decise di iniziare a discutere la controversia il 16 settembre 1920. Analizzando i rapporti del rappresentante lituano Augustinas Voldemaras e dell'inviato polacco Ignacy Jan Paderewski, la Società adottò una risoluzione il 20 settembre. In essa, si esortavano entrambi gli Stati a cessare le ostilità e aderire alla linea Curzon. Alla Polonia fu chiesto di rispettare la neutralità lituana se la Russia sovietica avesse accettato di fare lo stesso. Inoltre, una commissione di controllo speciale fu inviata nella zona di conflitto per sovrintendere all'attuazione della risoluzione. Il governo lituano accettò la risoluzione. Sapieha rispose che la Polonia non poteva fingere la neutralità lituana e conseguentemente accettare la linea di demarcazione: questo perché la Lituania stava attivamente collaborando con i russi. I polacchi, pertanto, si riservavano il diritto alla piena libertà d'azione. Il rappresentante lituano a Londra, il conte Alfredas Tiškevičius, informò la segreteria della Società delle Nazioni che il telegramma di Sapieha doveva essere considerato alla stregua di una dichiarazione di guerra; chiese altresì che la Società delle Nazioni intervenisse immediatamente per fermare nuovi atti di aggressione biancorossi.
Il 22 settembre 1920, la Polonia attaccò unità lituane nella regione di Suwałki nell'ambito della battaglia del fiume Niemen. L'esercito di Varsavia fece 1.700 lituani prigionieri: questi ultimi non opposero resistenza. Le forze polacche marciarono poi, come previsto durante l'incontro dell'8 settembre, attraverso il fiume Neman all'altezza di Druskininkai e Merkinė, alle spalle delle forze sovietiche vicino a Hrodna e Lida. L'Armata Rossa, sorpresa e impreparata, si ritirò. Questo attacco, appena due giorni dopo la risoluzione emessa dalla Società, danneggiò la reputazione della Polonia agli occhi della comunità internazionale e della Società stessa, incapace di risolvere la questione. Alcuni politici tacciarono la Polonia di essere promotrice di una politica aggressiva mentre alla Società veniva chiesto di prodigarsi per risolvere una situazione di cui ormai le era sfuggito il controllo. Il 26 settembre, sollecitato dalla comunità, Sapieha propose nuovi negoziati a Suwałki. La Lituania accettò la proposta il giorno seguente.

### Negoziati di Suwałki
Al momento dei negoziati, la situazione militare in essere stava minacciando la Lituania non solo nella regione di Suwałki, ma anche presso Vilnius. Il capo di Stato polacco Józef Piłsudski temeva che gli Alleati e la Società delle Nazioni potessero accettare quanto era nei fatti accaduto nel Paese baltico, ossia il trasferimento da parte dei sovietici in favore dei lituani di Vilnius il 26 agosto 1920. A quasi un mese di distanza, in data 22 settembre, Sapieha chiese a Paderewski di tenere in considerazione la possibile reazione della Società delle Nazioni nel caso in cui unità militari situate presso il Kresy avessero deciso di attaccare Vilnius, seguendo l'esempio di Gabriele D'Annunzio, che nel 1919 diede luogo alla cosiddetta impresa di Fiume. Accettando i negoziati, i polacchi cercarono nuovamente di guadagnare tempo e distogliere l'attenzione dalla regione di Vilnius. I lituani speravano di evitare ulteriori scontri a fuoco e, con il supporto del resto del continente, di risolvere le controversie.
La conferenza fu avviata la sera del 29 settembre 1920. La delegazione polacca fu guidata dal colonnello Mieczysław Mackiewicz (tra l'altro originario della Lituania) e dalla delegazione lituana del generale Maksimas Katche. La Lituania proponeva un armistizio immediato, ma la delegazione polacca declinò. Solo dopo che i diplomatici lituani minacciarono di lasciare il tavolo delle trattative, la Polonia desistette e accettò di cessare le ostilità, ma solo a ovest del fiume Neman (ovvero nella regione di Suwałki). I combattimenti a est del fiume, invece, proseguirono. I delegati polacchi chiesero ai lituani di consentire alle forze polacche di utilizzare parte della tratta ferroviaria Varsavia-San Pietroburgo e la stazione ferroviaria di Varėna (Orany). I lituani rifiutarono: le loro forze maggiori erano concentrate nella regione di Suwałki e spostarle per proteggere Vilnius senza usufruire dei binari sarebbe stato estremamente difficile. I rappresentanti baltici erano pronti a rinunciare alla regione di Suwałki in cambio del riconoscimento da parte della Polonia delle rivendicazioni su Vilnius.

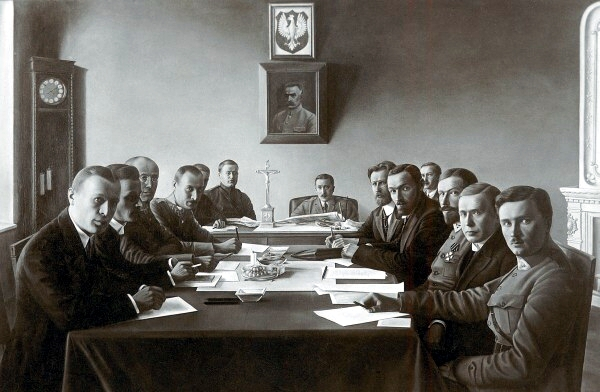
Delegati polacchi (a sinistra) e lituani (a destra) al tavolo delle trattative durante la Conferenza di Suwałki

La delegazione lituana, dopo alcune consultazioni operate a Kaunas il 2 ottobre, propose una propria linea di demarcazione il 3 ottobre. Il confine sarebbe stato spostato di circa 50–80 km rispetto a quello stabilito nel trattato di Mosca. Il 4 ottobre la delegazione polacca, dopo aver consultato Piłsudski, presentò una controfferta. Alla luce delle proposte, emergeva come i lituani desiderassero una linea di demarcazione di quanti più chilometri possibile per fornire una migliore protezione a Vilnius, mentre i polacchi richiedevano il contrario. Nonostante Vilnius non fosse stata oggetto di discussione, tutti si interrogarono tra sé e sé sul destino che sarebbe toccato a quella città. Lo stesso giorno la Commissione di controllo, inviata dalla Società delle Nazioni in base alla risoluzione da lei emessa il 20 settembre, giunse a Suwałki per mediare e verificare i colloqui. La commissione, guidata dal colonnello francese Pierre Chardigny, comprendeva rappresentanti italiani, inglesi, spagnoli e giapponesi.
Il 5 ottobre 1920, la Commissione di controllo presentò una proposta concreta per tracciare la linea di demarcazione fino al paese di Utieka sul fiume Neman, a circa 10 km a sud di Merkinė (Merecz) e per stabilire una zona neutrale di 12 km lungo la demarcazione intera. Il 6 ottobre i negoziati proseguirono per completare il progetto. I polacchi rifiutarono di spostarsi oltre Bastuny, sostenendo che l'esercito polacco avesse bisogno di libertà di manovra contro le truppe sovietiche, anche se una tregua provvisoria era stato concordata con la Russia il 5 ottobre. I biancorossi proposero di discutere nuove linee di demarcazione a Riga, dove Polonia e Russia negoziarono la Pace di Riga. Nello stesso giorno i combattimenti a est del fiume Neman cessarono quando le truppe polacche espugnarono la stazione ferroviaria di Varėna. Alla mezzanotte del 7 ottobre, fu firmato l'accordo finale di Suwałki. L'8 ottobre, la Commissione di controllo dichiarò di non comprendere le motivazioni del perché la linea di demarcazione non potesse essere estesa oltre Bastuny e sollecitò un altro ciclo di negoziati.

## Disposizioni dell'accordo

Linee di demarcazione realizzate tra Lituania e Polonia, 1919-1939. La linea in arancione chiaro indica la linea tracciata dall'accordo di Suwałki. In verde scuro la linea Foch, in rosa la frontiera attuale

L'accordo fu finalmente firmato il 7 ottobre 1920; la tregua doveva iniziare a mezzogiorno il 10 ottobre. Se si spulciano i contenuti, le parole Vilnius o regione di Vilnius non compaiono mai. L'accordo conteneva i seguenti articoli:
Articolo I: sulla linea di demarcazione; oltre ad identificarla, si afferma anche che il confine "non pregiudica in alcun modo le rivendicazioni territoriali delle due parti contraenti". La demarcazione iniziava ad ovest seguendo la linea Curzon fino a raggiungere il fiume Neman. Seguiva poi i fiumi Neman e Merkys, lasciando la città di Varėna in mano ai lituani, ma la sua stazione ferroviaria ai polacchi. Da Varėna la linea procedeva lungo Barteliai-Kinčai-Naujadvaris-Eišiškės-Bastuny (Bastūnai, Бастынь). Anche la stazione ferroviaria di Bastuny rimaneva ai biancorossi. La linea di demarcazione a est di Bastuny sarebbe stata determinata da un accordo differente;
Articolo II: sul cessate il fuoco; la tregua aveva effetto solo lungo la linea di demarcazione, non sull'intera linea di confine polacco-lituana (cioè non a est di Bastuny);
Articolo III: sulla stazione ferroviaria di Varėna (Orany); rimaneva sotto la gestione polacca, e Varsavia garantiva il passaggio illimitato di treni civili e di due treni soli militari al giorno;
Articolo IV: sullo scambio di prigionieri;
Articolo V: relativo alla data e all'ora in cui il cessate il fuoco sarebbe iniziato (10 ottobre a mezzogiorno) e quando sarebbe scaduto (alla risoluzione di tutte le controversie territoriali) e quale mappa sarebbe poi stata utilizzata.

## Conseguenze
La linea di demarcazione che percorreva la regione di Suwałki per la maggior parte resta uguale a quella di oggi; in particolare le città di Sejny (luogo di una famosa rivolta nel 1919), Suwałki e Augustów rimasero dalla parte polacca. La regione di Suwałki (il Voivodato della Podlachia) ospita una nutrita minoranza lituana.
La questione più controversa, relativa come detto al futuro di Vilnius e del circondario, non era stata affrontata esplicitamente. Quando l'accordo fu firmato, a Vilnius si insediarono le truppe lituane, che si spinsero anche oltre l'odierna capitale. Tuttavia, questa situazione mutò nel giro di poco tempo, poiché ebbe luogo l'ammutinamento di Żeligowski l'8 ottobre. Poco dopo l'evento, Léon Bourgeois, presidente del Consiglio della Società delle Nazioni, espresse una forte disapprovazione, affermando che le azioni di Żeligowski violavano gli impegni sottoscritti con il Consiglio della Società delle Nazioni; dopodiché, chiese l'immediata evacuazione polacca della città.
Nell'ottica di Piłsudski, non valeva la pena accettare condizioni così limitanti. In un discorso del 1923 in cui ammetteva di aver architettato l'operazione Żeligowski, Piłsudski dichiarò: "Ho stracciato il trattato di Suwałki e, successivamente, ho emesso un falso comunicato dello Stato Maggiore." Żeligowski e i suoi collaboratori si insediarono a Vilnius e proclamarono la costituzione della Repubblica della Lituania Centrale; dopo una contestata elezione avvenuta nel 1922, accettarono l'annessione alla Repubblica di Polonia. La contesa sulla città si trascinò fino alla seconda guerra mondiale. Nel XXI secolo la regione di Vilnius (Wileńszczyzna) ospita il maggior numero di polacchi del Paese.

## Impressioni dei contemporanei e critica storiografica
Mentre la fazione lituana considerava l'accordo un trattato internazionale esecutivo a tutti gli effetti, la parte polacca lo considerava un accordo militare minore, il cui valore era praticamente nullo in seguito alla tregua stipulata tra i due Paesi il 29 novembre. Lo storico americano Alfred Erich Senn sostiene che non si trattava di un normale trattato internazionale, in quanto non era richiesta la ratifica: d'altra però la presenza di rappresentanti politici di entrambe le parti non rendeva possibile configurare il documento come inteso da Varsavia. Sia la Polonia che la Lituania non gradirono che nulla fosse stato chiarito relativamente alla questione di Vilnius, non esplicitamente affrontata nel trattato. La parte lituana interpretò l'accordo nel senso di assegnare (tacitamente) Vilnius al Paese baltico, mentre i polacchi sostenevano l'assoluta estraneità di Vilnius dall'accordo di Suwałki non riguardava Vilnius o altre rivendicazioni nel circondario. Senn propende per la tesi lituana.
I lituani consideravano l'attacco di Żeligowski operato a Vilnius una violazione dell'accordo di Suwałki oltre che dei principi di diritto internazionale. La Polonia negò il suo coinvolgimento nella vicenda relativa all'attuale capitale lituana e contestò l'interpretazione operata da Kaunas del documento. Relativamente al primo punto, la Polonia sostenne che Żeligowski era un ribelle che agiva senza l'autorizzazione del governo polacco. Successivamente fu riconosciuto il ruolo di Piłsudski nell'attacco, ma Varsavia asserì che l'intesa non era stato violata poiché l'attacco era accaduto a est dalla linea di demarcazione. La Società delle Nazioni condannò l'attacco polacco, focalizzandosi sulla critica alla ripresa delle ostilità anziché sulla risoluzione delle controversie relative alle frontiere. Senn afferma che sostenere che l'accordo fosse stato violato è quanto meno "specioso". A suo avviso, nemmeno lo stesso Piłsudski sembrava crederci, come dimostra il suo tentativo di fingere che le forze attaccanti fossero "ribelli".
Nella maggior parte dei casi gli storici tendono a sintetizzare la questione affermando che l'accordo assegnava Vilnius alla Lituania e l'attacco polacco lo violò. Tuttavia, Piotr Łossowski ritiene questa prospettiva inadeguata e superficiale.